# Josh Kerr
Josh Kerr, född 8 oktober 1997 i Edinburgh, är en brittisk friidrottare som tävlar på medeldistanslöpning.

## Karriär
Vid de olympiska sommarspelen 2020 i Tokyo tog Kerr hem en bronsmedalj på 1500 meter. Vid Världsmästerskapen i friidrott 2023 i Budapest tog han hem guldet på samma distans. Vid Inomhusvärldsmästerskapen i friidrott 2024 i Glasgow vann han guldmedalj på 3000 meter.